# Pherallodiscus
Pherallodiscus – rodzaj ryb z rodziny grotnikowatych (Gobiesocidae).

## Klasyfikacja
Gatunki zaliczane do tego rodzaju:
- Pherallodiscus funebris
- Pherallodiscus varius